# Drargua
Drargua é uma comuna Marroquina localizada no sul do país, com uma área de 216 km² e 107.621 habitantes em 2024. O seu núcleo urbano constitui a cidade de Drargua com 78.830 em 2024. Administrativamente pertence a região de Suz-Massa, prefeitura de Agadir-Ida ou Tanane e circulo de Agadir Banlieue.

## Geografia
A comuna esta localizada a 12 km de Agadir, sendo o seu relevo predominante um planalto.

## História
A comuna foi criada em 1992, como parte da reforma administrativa ocorrida em Marrocos nesse ano.

## Demografia
Em 2024 a população da comuna era de 107.621 habitantes.

### Crescimento demográfico
O crescimento demográfico da comuna ao longo dos anos é a seguinte:
| 2024    | 2014   | 2004   | 1994   |
| ------- | ------ | ------ | ------ |
| 107.621 | 70.793 | 37.115 | 23.593 |